# Industriemalerei

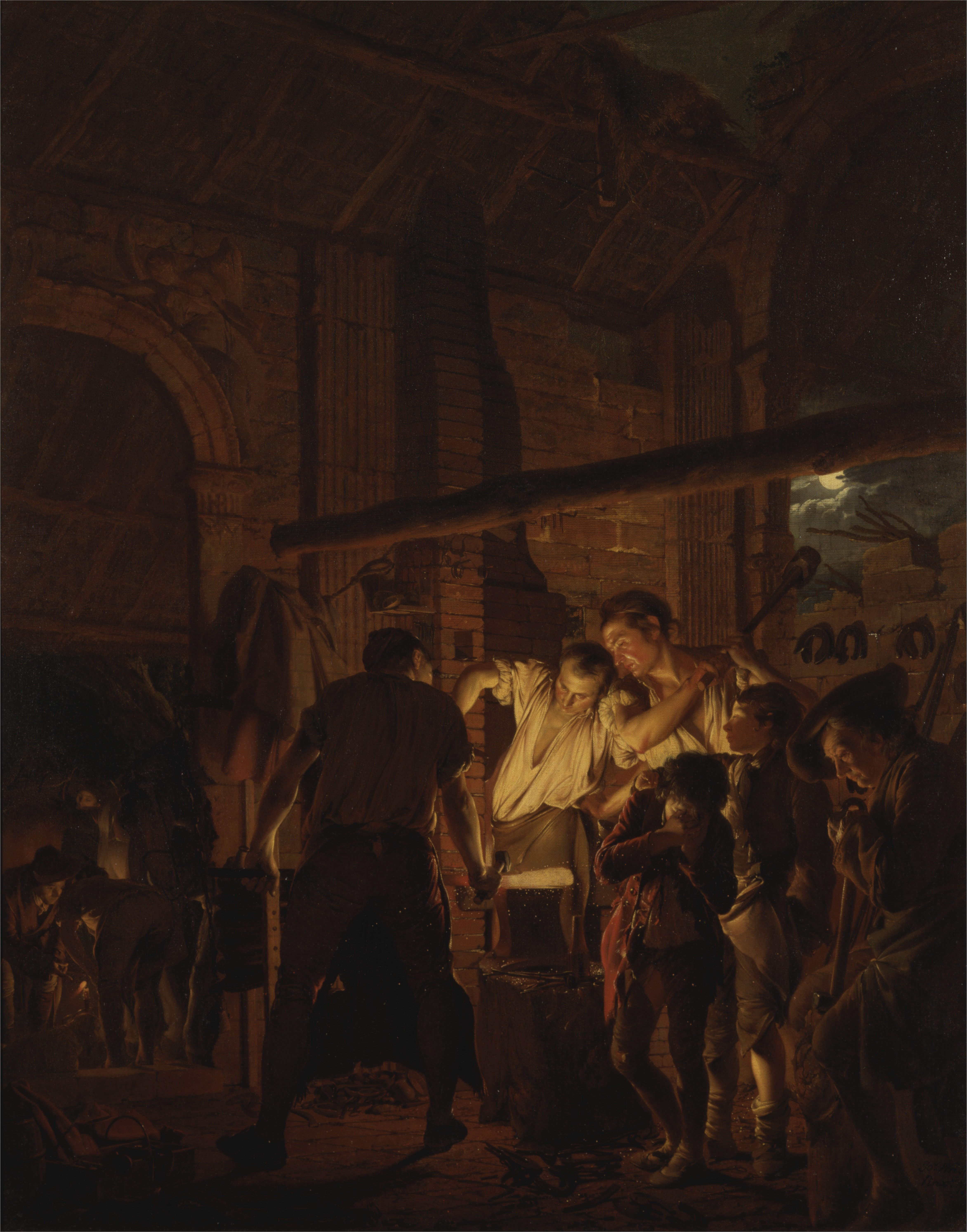
Joseph Wright of Derby: The Blacksmith’s Shop (1771)

Als Industriemalerei wird Malerei bezeichnet, die Industrie darstellt. Sie ist ein Teil der Industriekultur.

## Geschichte

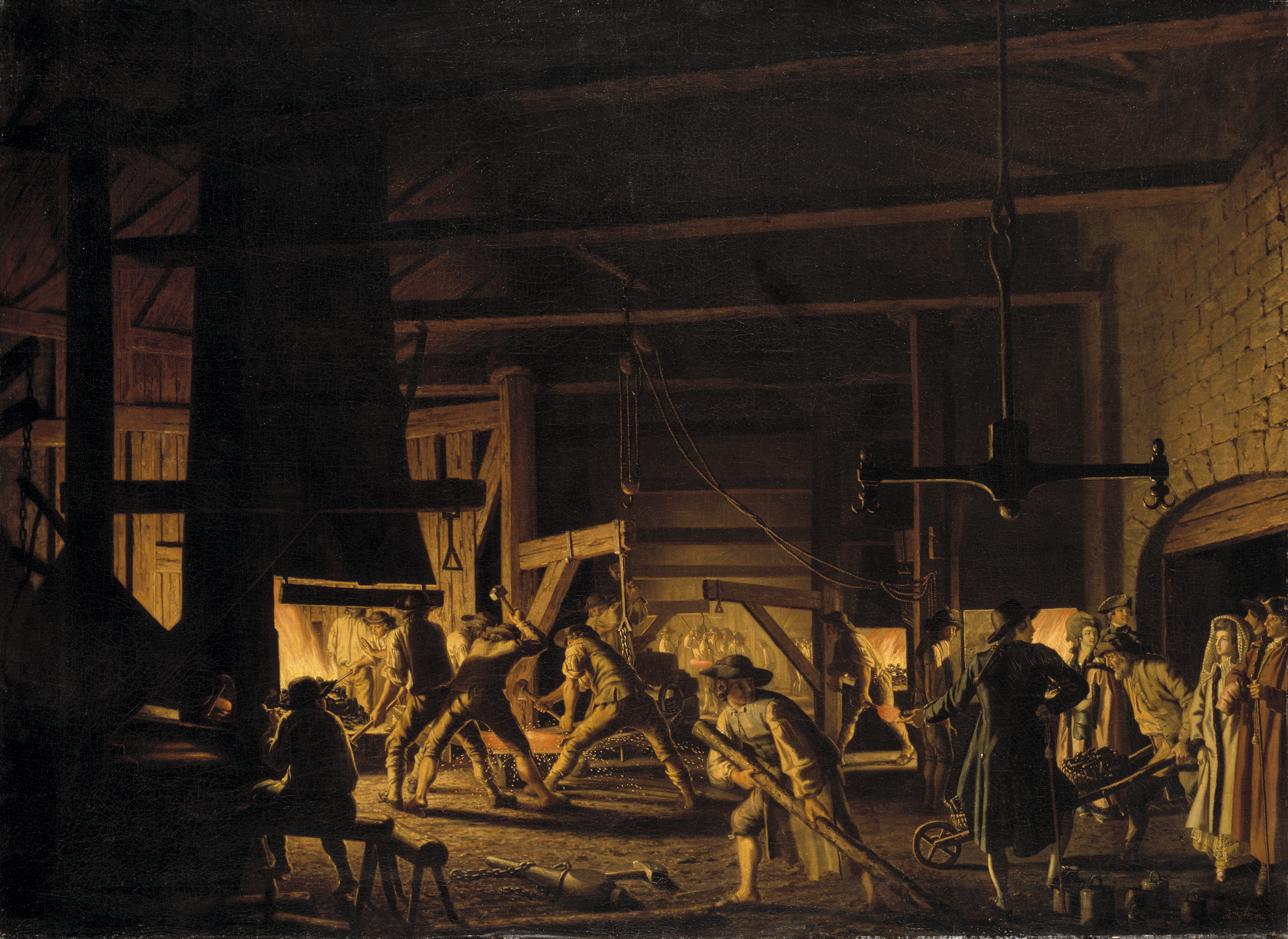
Pehr Hilleström: Besuch in der Ankerfabrik von Söderfors (1782)

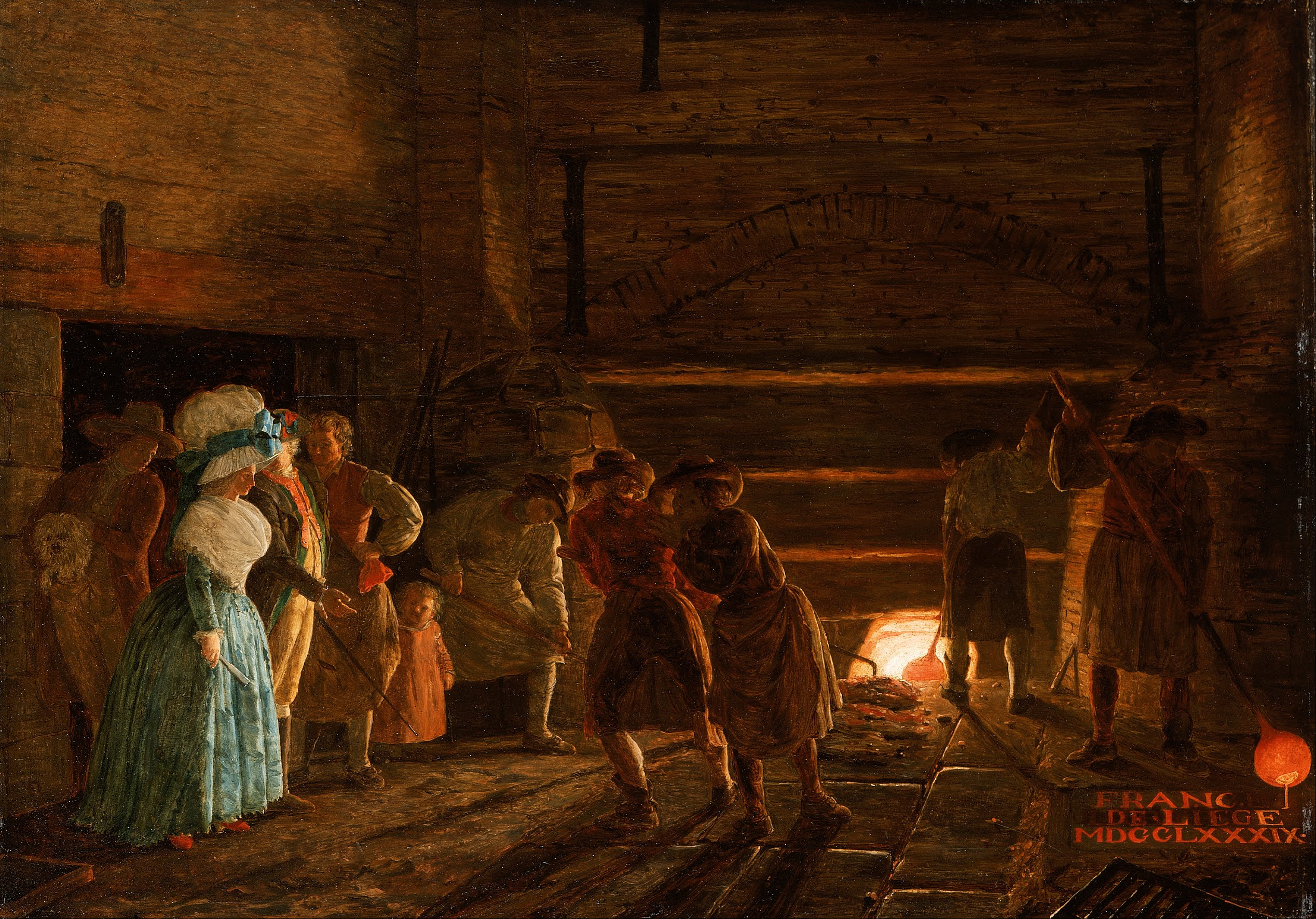
Léonard Defrance: Inneres einer Gießerei (1789)

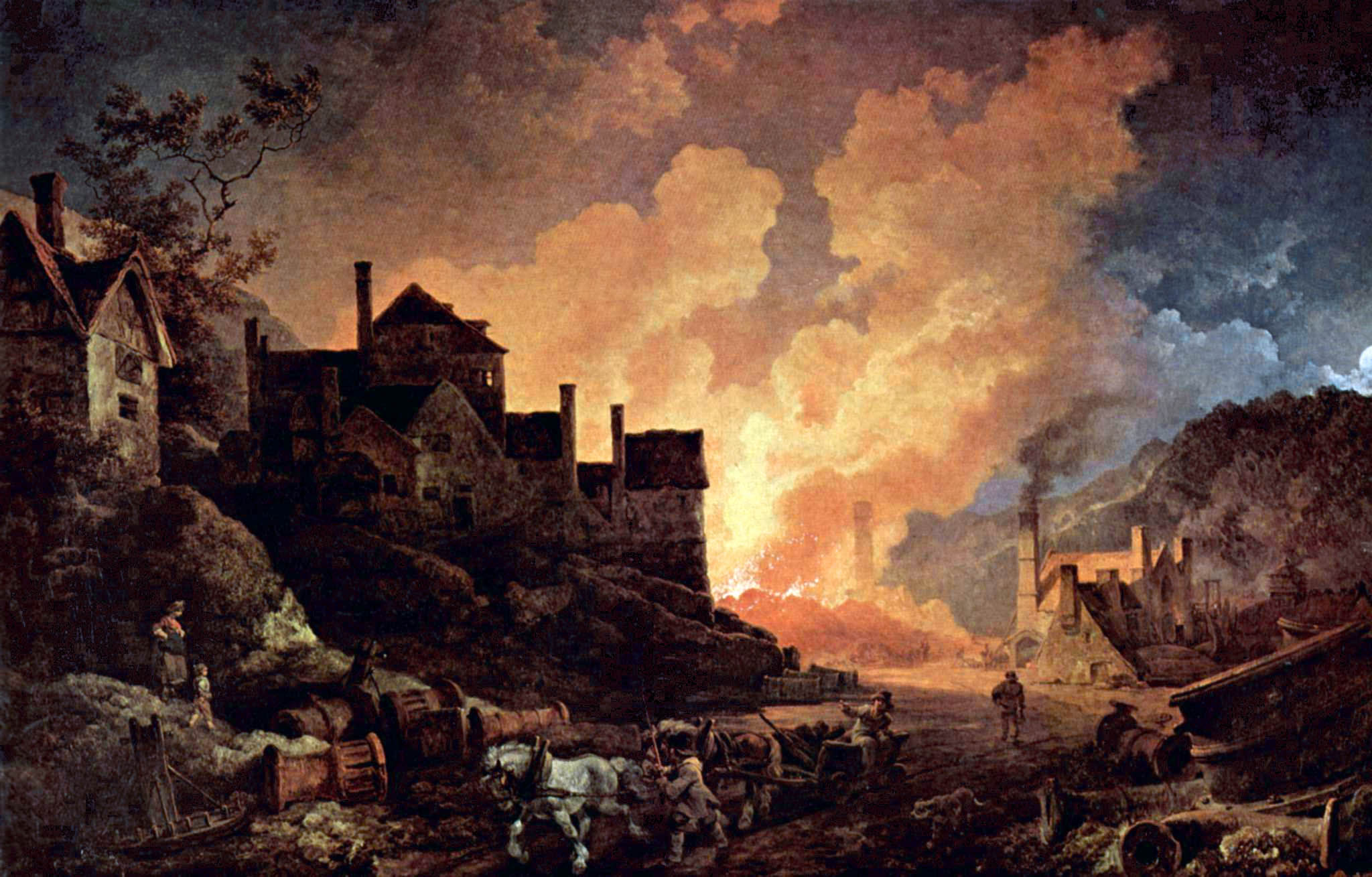
Philipp Jakob Loutherbourg der Jüngere: Coalbrookdale by Night (1801)

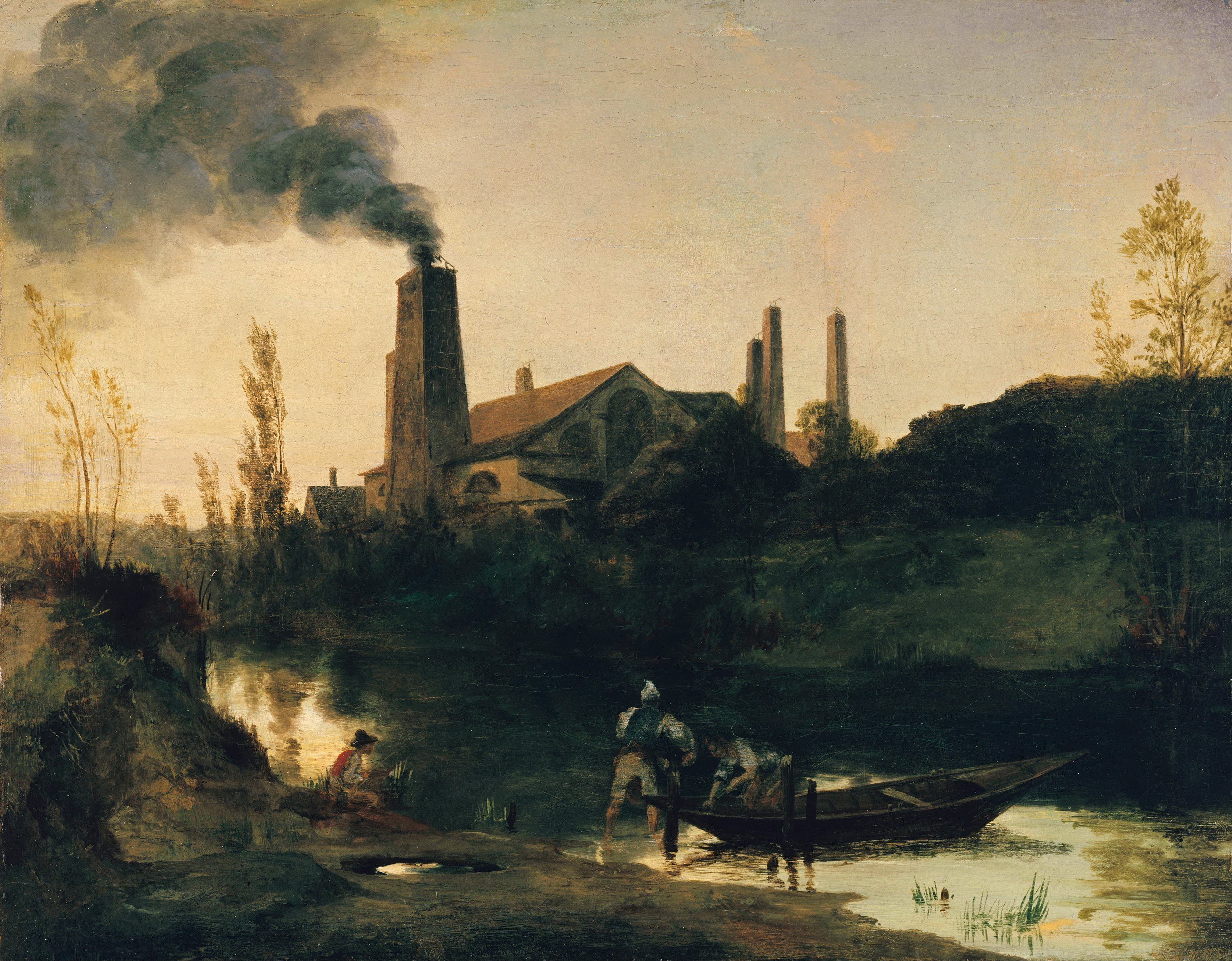
Carl Blechen: Das Walzwerk bei Eberswalde (um 1830)

Alfred Rethel: Die Harkortsche Fabrik auf Burg Wetter (um 1834)

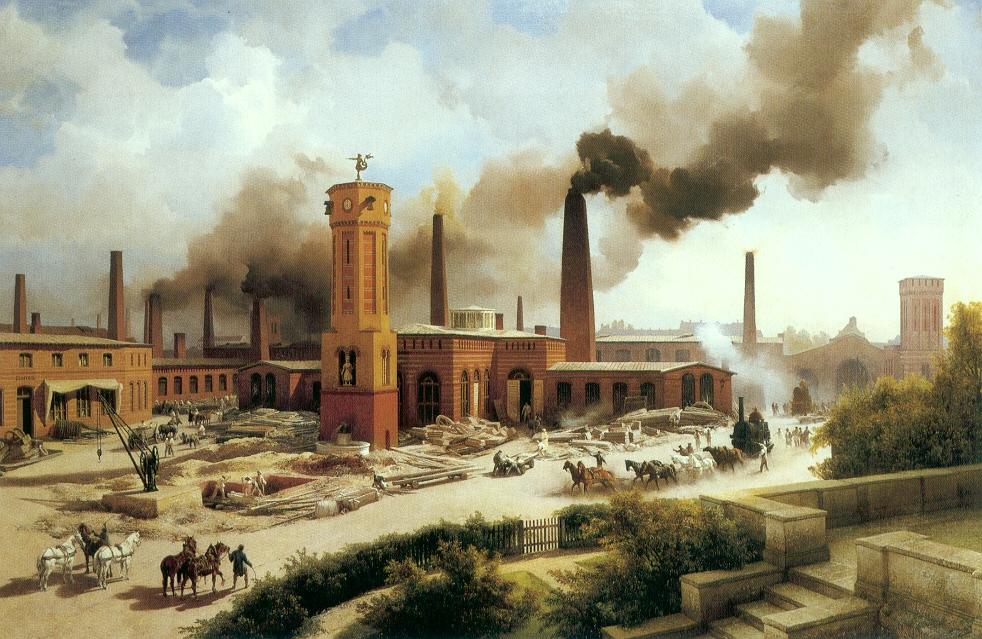
Karl Eduard Biermann: Borsig’s Maschinenbau-Anstalt zu Berlin (1847)

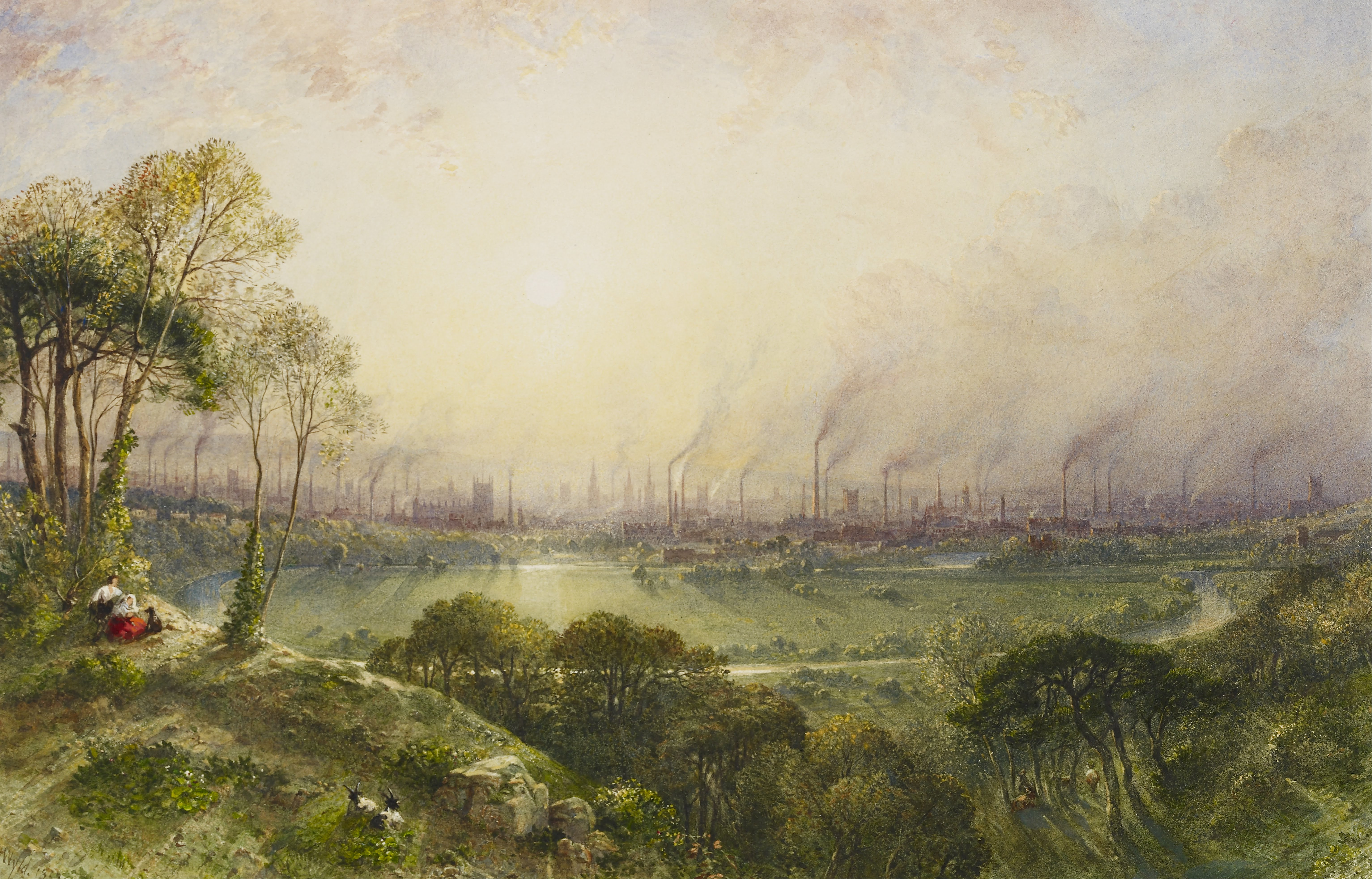
William Wyld: Manchester from Kersal Moor (1852)

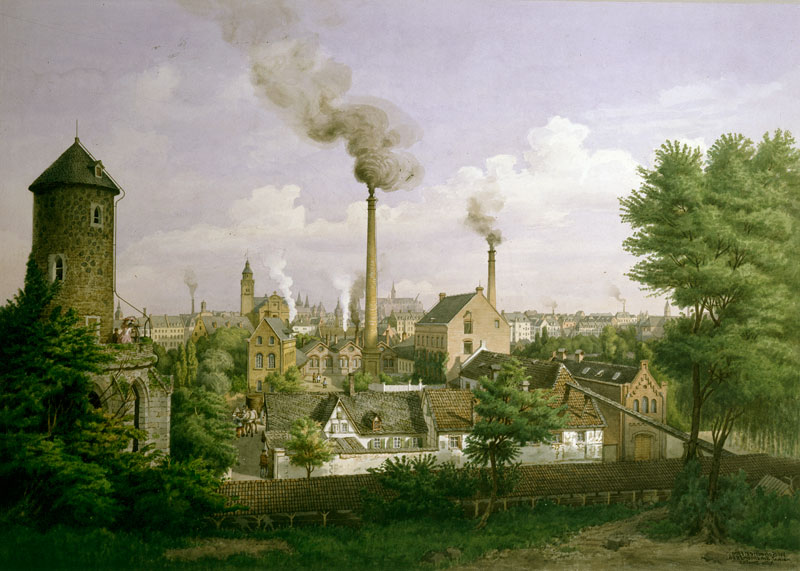
Wilhelm Scheiner: Seilerei Felten und Guilleaume in Köln (1866)

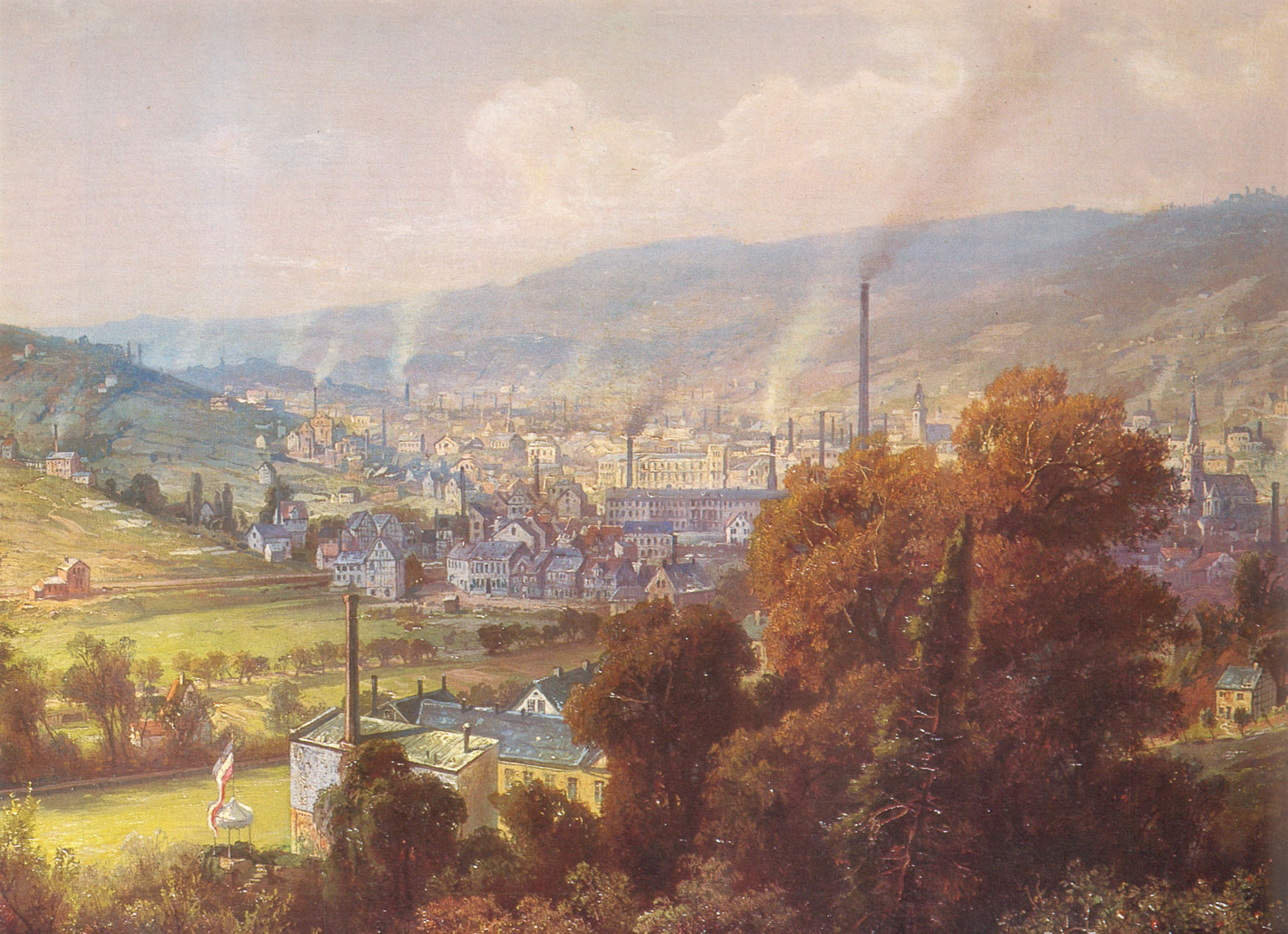
August von Wille: Blick vom Ehrenberg auf Barmen (1870, Bildausschnitt)

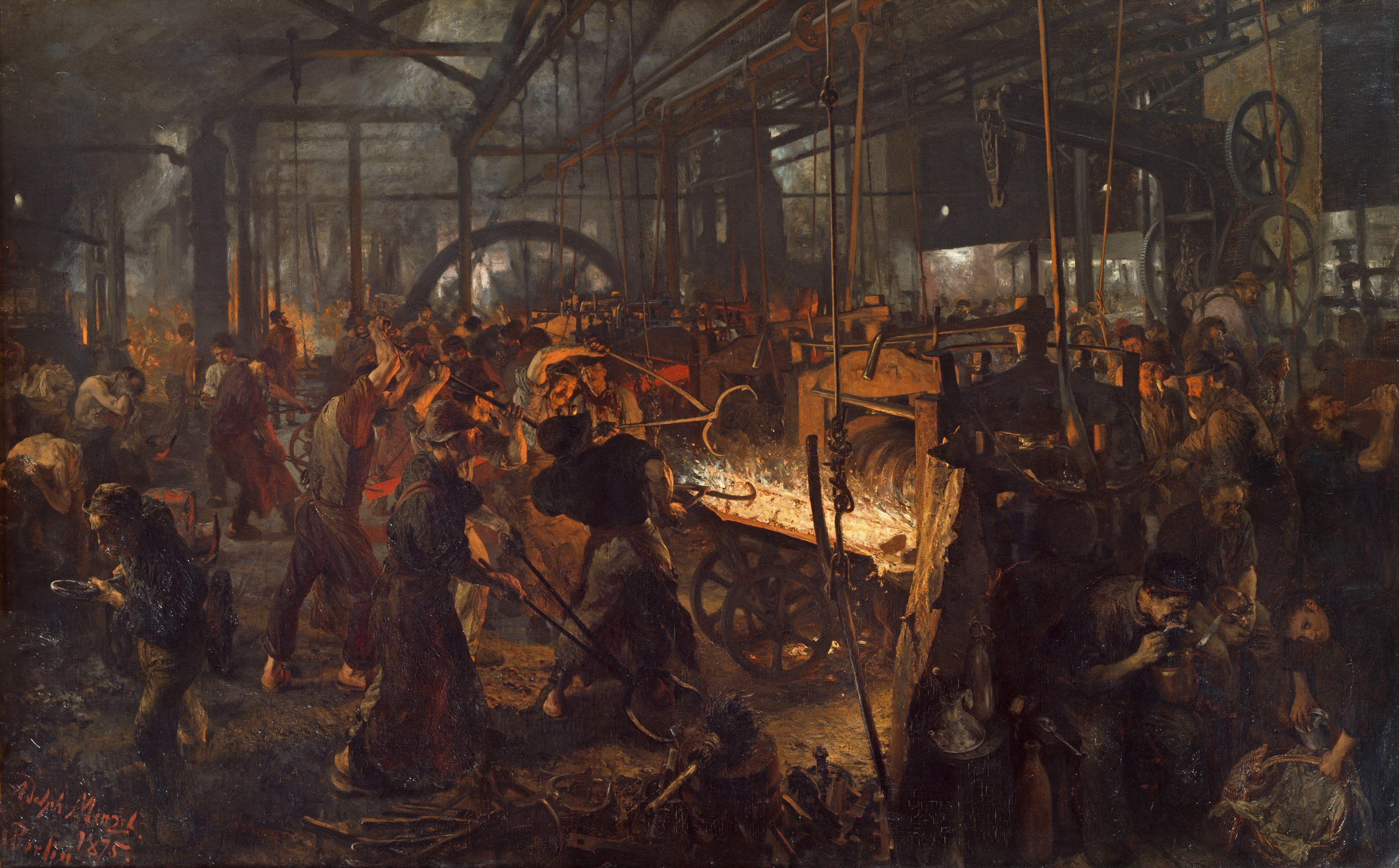
Adolph von Menzel: Das Eisenwalzwerk (1872–1875)

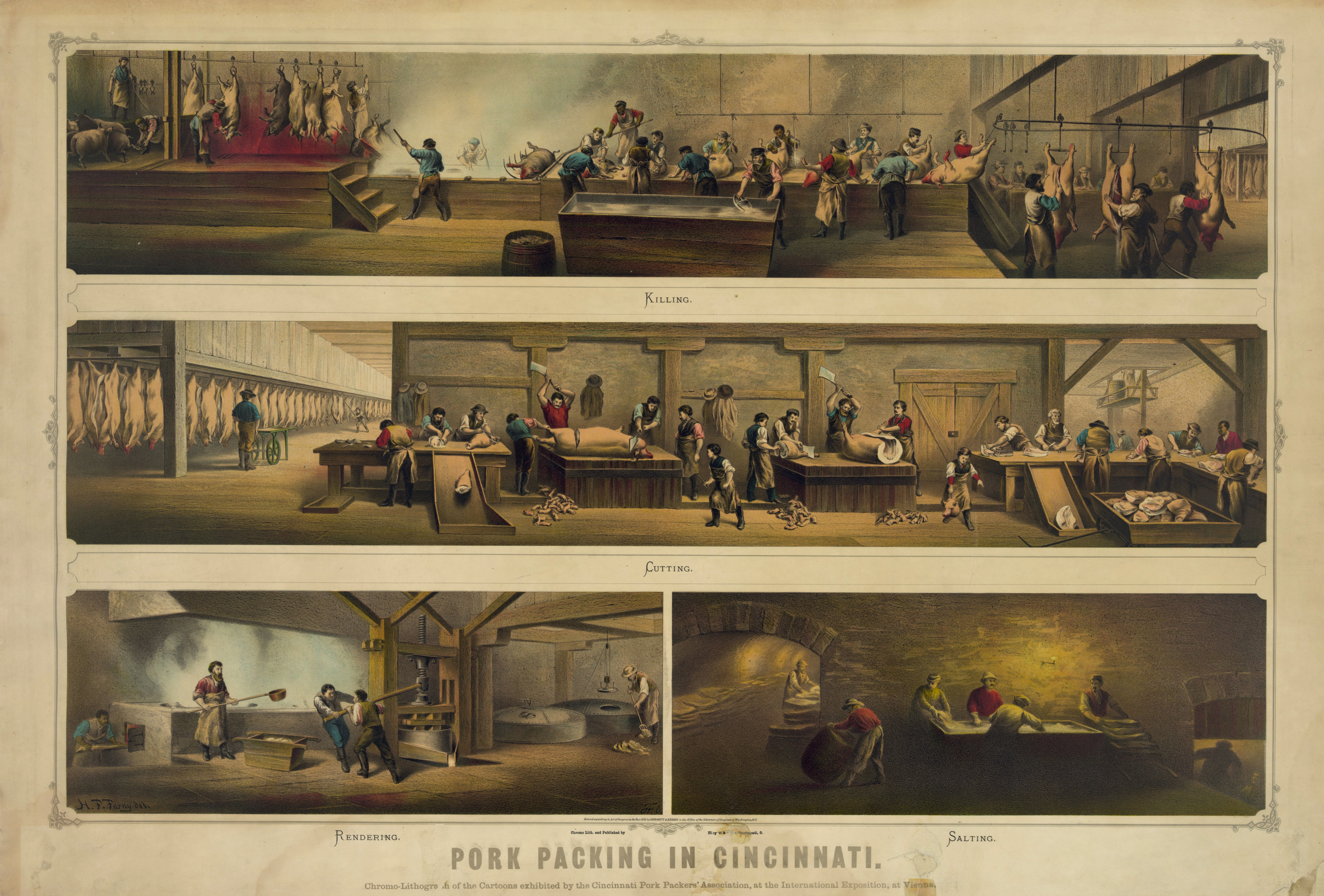
Henry Farny: Schweineschlachtung in Cincinnati (Pork Packing in Cincinnati), Chromolithografie zur Fließbandfertigung in einer US-amerikanischen Großschlachterei (1873)

Im Zuge der Industrialisierung entstanden Industriearchitekturen, Industrieanlagen und Industrielandschaften, die bildende Künstler als Sujet der Landschafts-, Genre-, Interieur-, Architektur- und Vedutenmalerei entdeckten und entwickelten. Auch der in der Industrie tätige Mensch, der Industriearbeiter und sein Arbeitsleben, wurde von ihnen künstlerisch behandelt. Diese Darstellungen bilden einen wesentlichen Ausschnitt aus der Kategorie von Bildern über das Thema Arbeit und gelten als bildlicher Ausdruck der Moderne. Ihre Zahl stieg im Laufe des 19. Jahrhunderts stark an.
Als frühes Beispiel eines Industriegemäldes gilt das in Gouache ausgeführte Bild La Salpêtrière, das der französische Maler Louis-Jacques Durameau im Jahr 1764 während eines Studienaufenthaltes in Rom von der Arbeit in einer Salpeterfabrik schuf. Als Denis Diderot dieses Bild im Salon de Paris des Jahres 1767 sah, war er von dem neuartigen Bildgegenstand und seiner Ausführung tief beeindruckt. Etwa zur gleichen Zeit begann sich der Maler Joseph Wright of Derby, der Zeitzeuge der Industriellen Revolution in England war, mit industriellen Bildthemen zu beschäftigen. Als ein wichtiges Bild aus dieser Phase gilt das Gemälde The Blacksmith’s Shop (1771). Der Schwede Pehr Hilleström übertraf in 124 ermittelten Gemälden von Kupfer- und Eisenbergwerken, Metall- und Glashütten, Gießereien, Schmieden und Ankerfabriken alle seine Zeitgenossen. Ein weiterer Maler, der die entstehende Industrie im ausgehenden 18. Jahrhundert, aber auch den Kontrast zwischen Unternehmerschicht und Arbeiterschaft zum Bildgegenstand erhob, war Léonard Defrance aus Lüttich.
Im Laufe des 19. Jahrhunderts ergaben sich vielseitige Zielsetzungen für Industriemaler. Hervorzuheben ist insbesondere die Industriemalerei als Darstellung der Leistungskraft eines Unternehmens und seiner Produkte. So entstanden viele Industriegemälde als Auftragsmalerei, etwa zur repräsentativen Ausgestaltung und Innenausstattung von Verwaltungsgebäuden der Unternehmen sowie für Werbekataloge, Firmenbroschüren, Festschriften und anderen Veröffentlichungen. Industriebilder fanden Eingang in die Gebrauchsgrafik und wurden auf Industrie- und Gewerbeausstellungen gezeigt, insbesondere auf den großen Weltausstellungen, die seit der Mitte des 19. Jahrhunderts veranstaltet wurden. Daher begannen Industrielle damit, gezielt Industriemaler auszusuchen, zu fördern und zu beschäftigen. Eine bekannte Auftragsarbeit, die im Deutschland der Gründerzeit entstand und zu einer Ikone der Hochindustrialisierung in Deutschland avancierte, war das Gemälde Das Eisenstahlwerk von Adolph von Menzel. Etwa zeitgleich entstand der Bilderzyklus Lebensgeschichte einer Lokomotive, die Paul Meyerheim im Auftrag des Industriellen Albert Borsig schuf. Am Ende des 19. Jahrhunderts begannen außerdem Technikmuseen damit, Industriemalerei in Auftrag zu geben und auszustellen.
Wie andere Genres der Malerei durchlief auch die Industriemalerei verschiedene Stilepochen. Unterschiedlichen Strömungen, Kunstauffassungen, Techniken und Sujets hingen ihre Maler an. In der Malerei der Romantik und des Historismus wiesen sie durch Industriemotive auf das in ihrer Wahrnehmung gestörte Verhältnis von Mensch und Natur oder auf die Ankunft einer neuen Gesellschafts- und Wirtschaftsordnung hin. Später richtete sich das Interesse der Maler auch auf die Sozialkritik und die Darstellung harter Arbeits- und Lebensbedingungen. Gleichzeitig gab es Industriemaler, die die Industrie und ihre Akteure idealisierten bzw. heroisierten. An der Wende vom 19. zum 20. Jahrhundert kamen großformatig ausgeführte Vogelperspektiven von Industriekomplexen in Mode. Industrielle Architekturen, Landschaften und Arbeitswelten bildeten ebenfalls bevorzugte Themen in der Malerei der Neuen Sachlichkeit. Auch im Sozialistischen Realismus hatten Industriemotive einen hohen Stellenwert. Als Medium der bildenden Kunst, der Darstellung, Repräsentation und Werbung wurde die Industriemalerei im Laufe des 20. Jahrhunderts weitgehend durch die Industriefotografie abgelöst. Ein großes Ausstellungsprojekt, das sich Industriemalerei und Industriekultur als seinen thematischen Schwerpunkt vornahm, war 1952 die Kunstausstellung Eisen und Stahl.

## Industriemaler

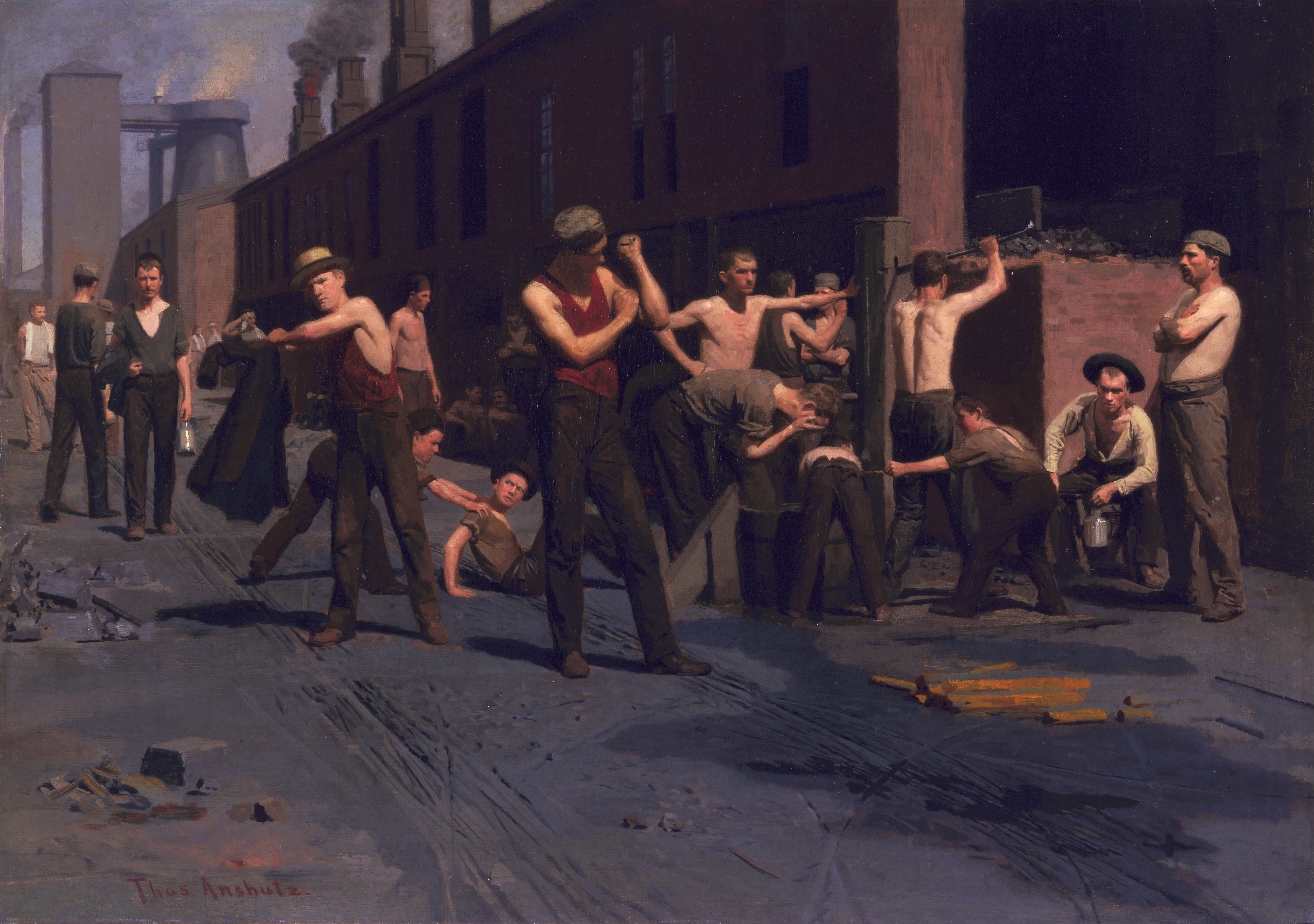
Thomas Pollock Anshutz: The Ironworker’s Noontime (1880)

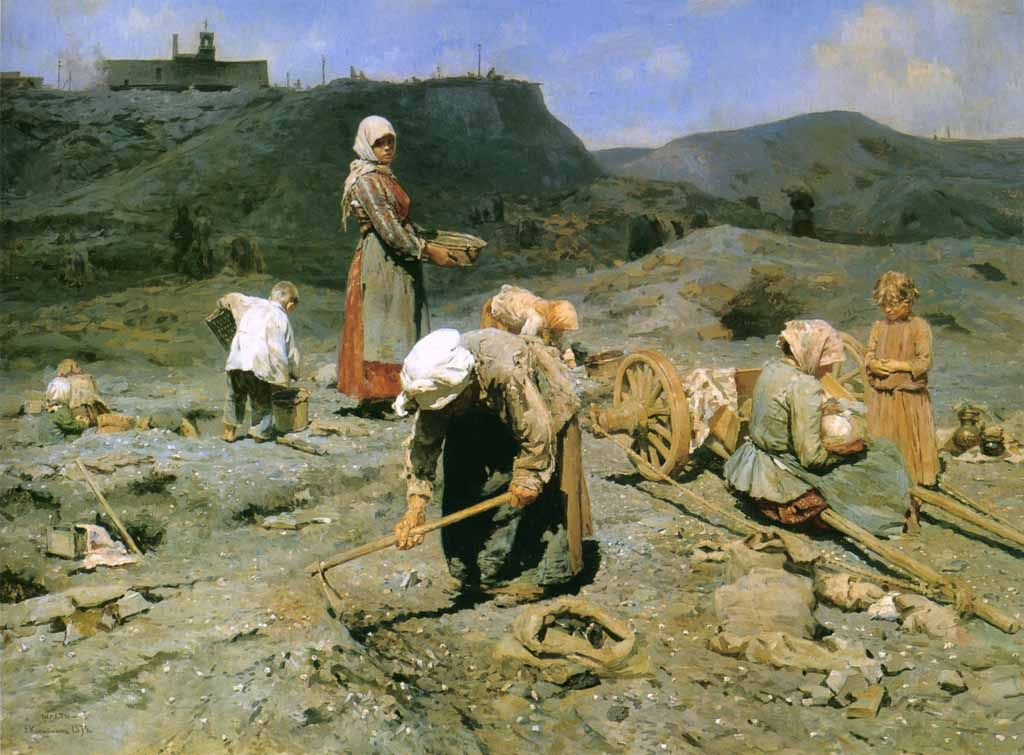
Nikolai Alexejewitsch Kassatkin: Die Kohlensammler (1894)

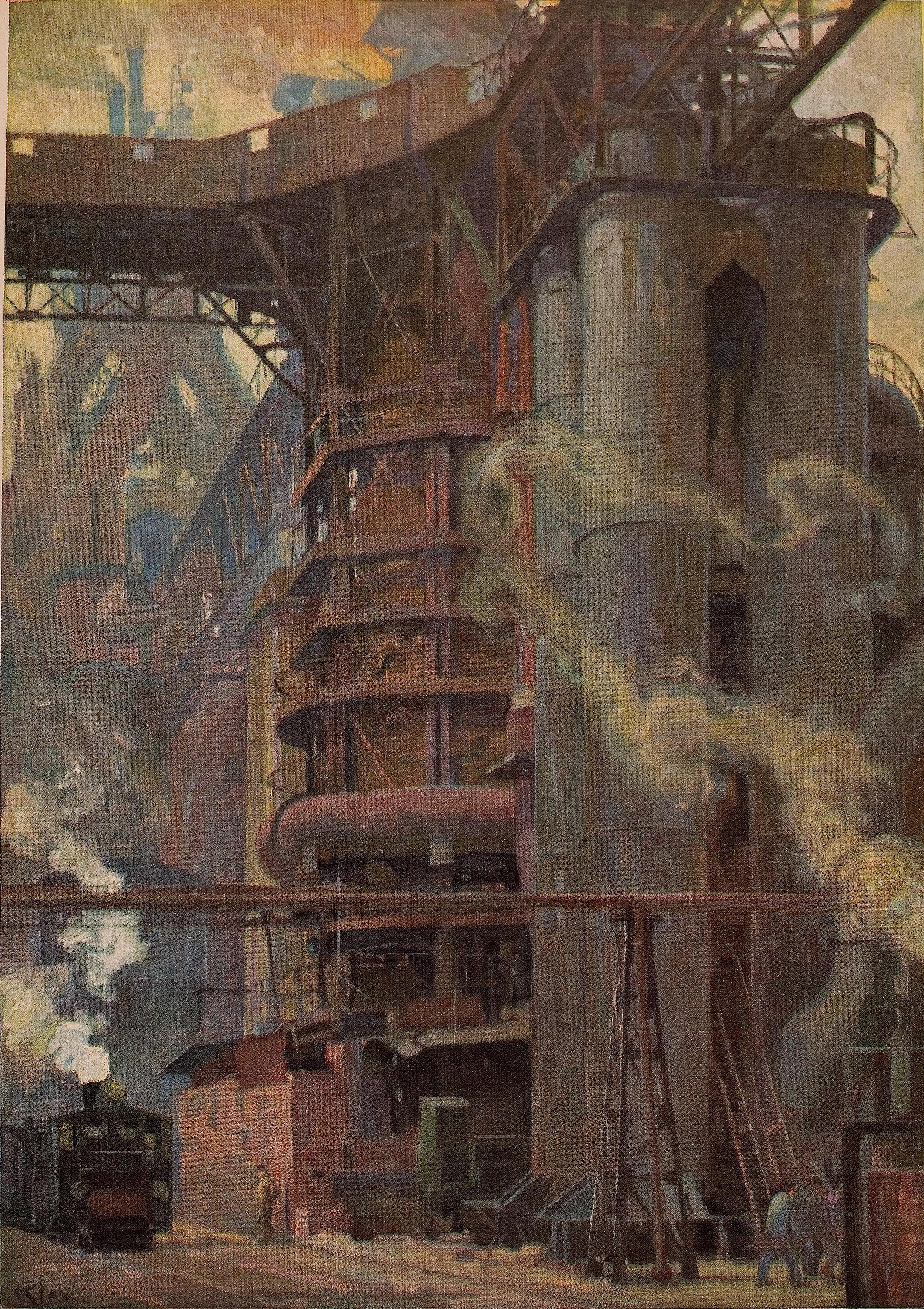
Heinrich Kley: Hochofen der Friedrich-Alfred-Hütte (1911)

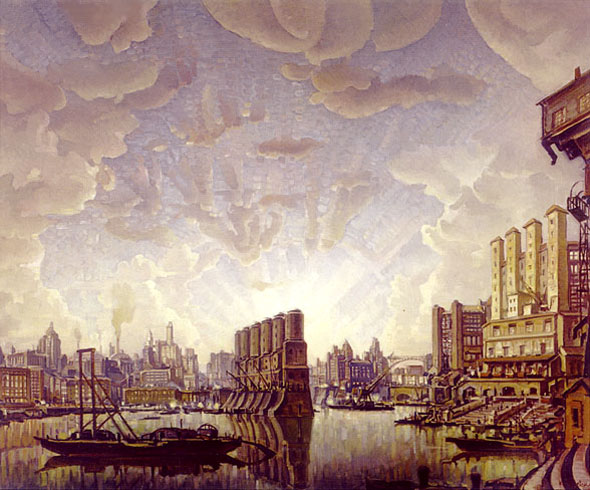
Konstantin Fjodorowitsch Bogajewski: Hafen einer imaginierten Stadt (1932)

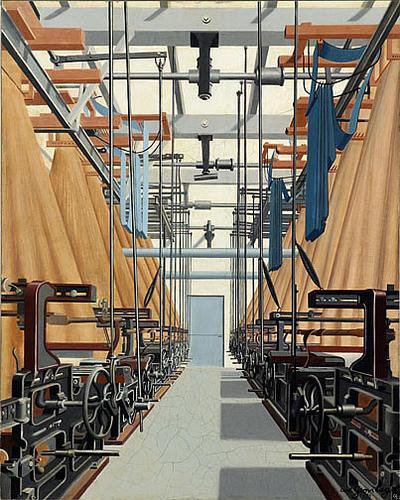
Carl Grossberg: Jacquard-Weberei (1934)

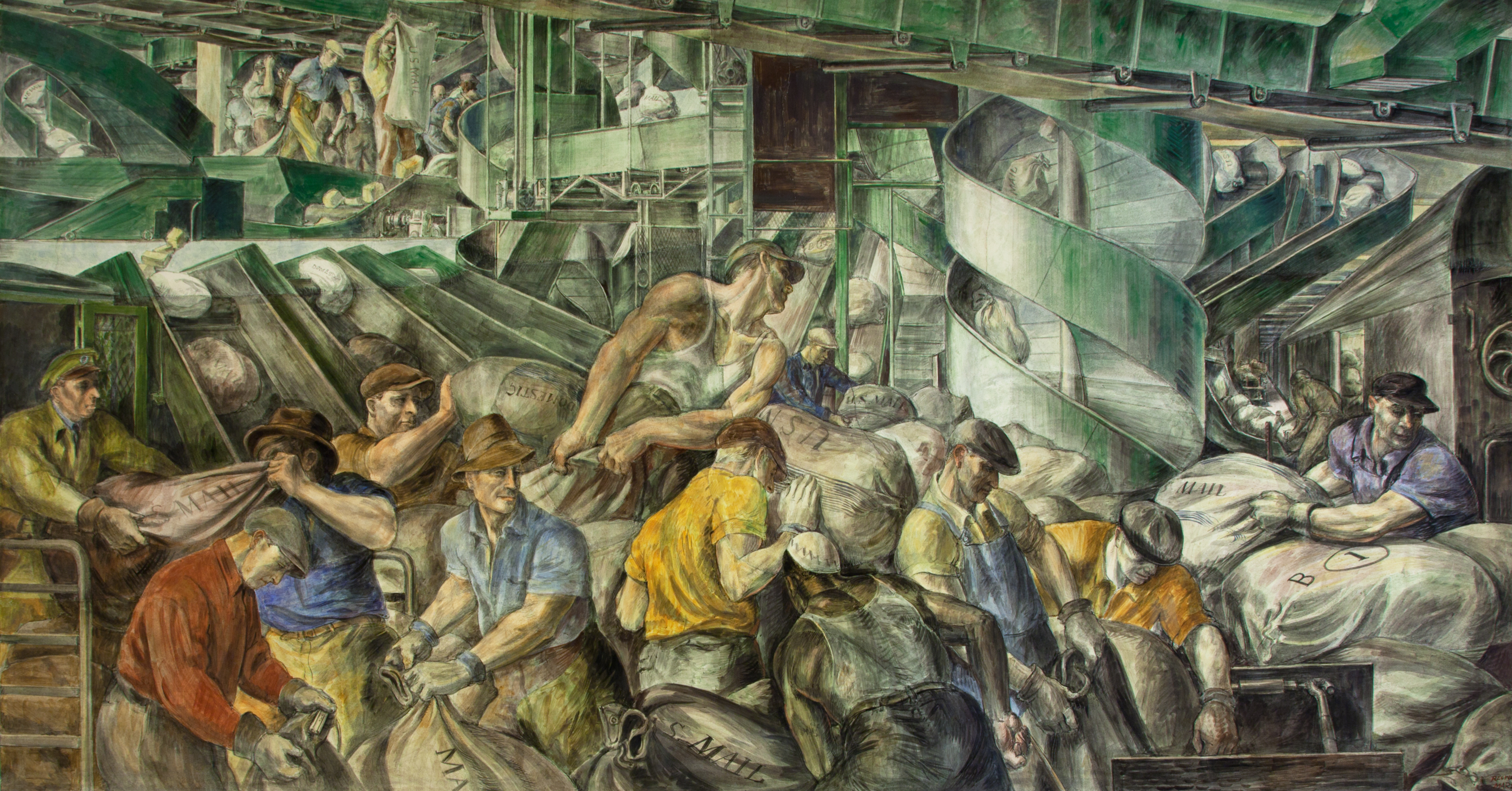
Reginald Marsh: Sorting the Mail (1936)

- Thomas Pollock Anshutz (1851–1912)
- Hans Baluschek (1870–1935)
- Gerrit Albertus Beneker (1882–1934)
- Walter Bernstein (1901–1981)
- Elisabeth Bieneck-Roos (1925–2017)
- Karl Eduard Biermann (1803–1892)
- Stefan Bircheneder (* 1974)
- Carl Blechen (1798–1840)
- Konstantin Fjodorowitsch Bogajewski (1872–1943)
- Otto Bollhagen (1861–1924)
- François Bonhommé (1809–1881)
- Emil Bott (?–1908)
- Eugen Bracht (1842–1921)
- Wilhelm Brandenberg (1889–1975)
- Alexander Calvelli (* 1963)
- Adrien Canelle (1819–1874)
- Arthur Covey (1877–1960)
- Hubert Cramer-Berke (1886–?)
- Terence Cuneo (1907–1996)
- Léonard Defrance (1735–1805)
- Gustav Deppe (1913–1999)
- Oskar Detering (1872–1943)
- Louis-Jacques Durameau (1733–1799)
- Henry Farny (1847–1916)
- Conrad Felixmüller (1897–1977)
- Georg Fritz (1884–1967)
- Fritz Gärtner (1882–1958)
- Otto Geigenberger (1881–1946)
- Richard Gessner (1894–1989)
- Carl Geyling (1814–1880)
- Vincent van Gogh (1853–1890)
- Thomas Grochowiak (1914–2012)
- Carl Grossberg (1894–1940)
- Ferdinand Gueldry (1858–1945)
- Herman Heijenbrock (1871–1948)
- Ernst Hesmert (?–nach 1911)
- Ludwig Heupel-Siegen (1864–1945)
- Pehr Hilleström (1732–1816)
- Karl Julius Joest (1896–1975)
- Friedrich Kallmorgen (1856–1924)
- Arthur Kampf (1864–1950)
- Nikolai Alexejewitsch Kassatkin (1859–1930)
- Georg Kaulbach (1866–1945)
- Paul Kirnig (1891–1955)
- Heinrich Kley (1863–1945)
- Will Klinger-Franken (1909–1986)
- Ernst Knippel (1811–1900)
- Robert Koehler (1850–1917)
- Armand Kohl (1845–?)
- Wilhelm Kranz (1853–1930)
- Peder Severin Krøyer (1851–1909)
- John Lavery (1856–1941)
- Joseph-Fortuné-Séraphin Layraud (1833–1913)
- Paul Lehmann-Brauns (1885–1970)
- Laurence Stephen Lowry (1887–1976)
- Philipp Jakob Loutherbourg der Jüngere (1740–1812)
- Henry Luyten (1859–1945)
- Louis Majorelle (1859–1926)
- Reginald Marsh (1898–1954)
- Anton Marussig (1868–1925)
- Adolphe Maugendre (1809–1895)
- Adolph von Menzel (1815–1905)
- Erich Mercker (1891–1973)
- Constantin Meunier (1831–1905)
- Paul Friedrich Meyerheim (1842–1915)
- Anders Montan (1845–1917)
- Hans Nowak (1922–1996)
- Markus Pernhart (1824–1871)
- Hermann Peters (1886–1970)
- Hermann Emil Pohle (1863–1914)
- Carl Theodor Protzen (1887–1956)
- Alfred Rethel (1816–1859)
- Klaus Ritterbusch (* 1947)
- Diego Rivera (1886–1957)
- Wolf Röhricht (1886–1953)
- Alfred Philippe Roll (1846–1919)
- Richard Rothgießer (1873–1950)
- Leonhard Sandrock (1867–1945)
- Jakob Scheiner (1820–1911)
- Wilhelm Scheiner (1852–1922)
- Alexander Scherban (1886–1964)
- Max Schewe (1896–1951)
- Robert Schneider (1944–2021)
- Carl Schütz (1745–1800)
- William Bell Scott (1811–1890)
- Paul Anton Skerl (1787–1852)
- Antonín Slavíček (1870–1910)
- Robert Friedrich Stieler (1847–1908)
- Franz Trenk (1899–1960)
- Hans Dieter Tylle (* 1954)
- Günter Voglsamer (1918–2004)
- Cornelis de Waal (1881–1946)
- Cornelius Wagner (1870–1956)
- Ludwig Waldschmidt (1886–1957)
- Matthäus Friedrich Weber (1765–1811)
- Jakob Weeser-Krell (1843–1903)
- Benedikt Werkstätter (1708–1772)
- August von Wille (1828–1887)
- Toni Wolter (1875–1929)
- William Wray (* 1956)
- Adolf Wriggers (1896–1984)
- Joseph Wright of Derby (1734–1797)
- Gustav Wunderwald (1882–1945)
- William Wyld (1809–1889)